# Carnival of Light (음반)
| 전문가 평가  | 전문가 평가 |
| 평가 점수    | 평가 점수   |
| 출처         | 점수        |
| ------------ | ----------- |
| AllMusic     | [ 4 ]       |
| Melody Maker | (positive)  |
| NME          | 7/10        |
| Select       | [ 7 ]       |
| Vox          | 8/10        |

《Carnival of Light》는 영국의 록 밴드 라이드의 세 번째 스튜디오 음반으로, 1994년 6월, 크리에이션 레코드를 통해 발매되었다. 음반 제목은 비틀즈의 유실된 곡 〈Carnival of Light〉에서 따왔다. 이 음반은 기존의 슈게이징 스타일에서 벗어나 보다 전통적인 포크 록 사운드로의 전환을 보여준다.

## 배경
《Carnival of Light》는 일부 평론가들로부터 긍정적인 평가를 받았으며, 음악 잡지 《셀렉트》는 이를 "고전적인 전통을 잇는 또 하나의 환상적인 영국 음반"이라고 평했다. 또한 영국 음반 차트에서 톱 5에 진입했다.
그러나 1994년 말이 되자 밴드 멤버들조차 이 음반에 실망감을 드러내며, 내부적으로는 "Carnival of Shite"라는 별칭으로 부르기도 했다. 이후 밴드 멤버 앤디 벨은 2022년 인터뷰에서 "이제는 마음의 평화를 찾았다. 〈Moonlight Medicine〉, 〈Birdman〉 같은 좋은 곡들이 많다"고 언급하며 이 음반에 대한 재평가의 여지를 남겼다.

## 곡 목록
모든 곡들은 특별한 언급이 없는 한 앤디 벨에 의해 작사/작곡하였다.
| #   | 제목                                 | 작사·작곡             | 재생 시간 |
| --- | ------------------------------------ | --------------------- | --------- |
| 1.  | 〈Moonlight Medicine〉               | 마크 가드너           | 6:49      |
| 2.  | 〈1000 Miles〉                       | 가드너                | 5:00      |
| 3.  | 〈From Time to Time〉                | 가드너, 스티브 퀘롤트 | 5:05      |
| 4.  | 〈Natural Grace〉                    | 로즈 콜버트           | 4:40      |
| 5.  | 〈Only Now〉                         | 가드너, 잭 릴리       | 4:25      |
| 6.  | 〈Birdman〉                          |                       | 6:39      |
| 7.  | 〈Crown of Creation〉                |                       | 4:41      |
| 8.  | 〈How Does It Feel to Feel?〉        | 에디 필립스, 밥 가너  | 3:40      |
| 9.  | 〈Endless Road〉                     |                       | 3:30      |
| 10. | 〈Magical Spring〉                   |                       | 4:25      |
| 11. | 〈Rolling Thunder〉                  |                       | 2:08      |
| 12. | 〈I Don't Know Where It Comes From〉 |                       | 5:32      |